# Granada de atordoamento

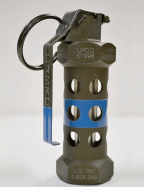
Granada de atordoamento M84.

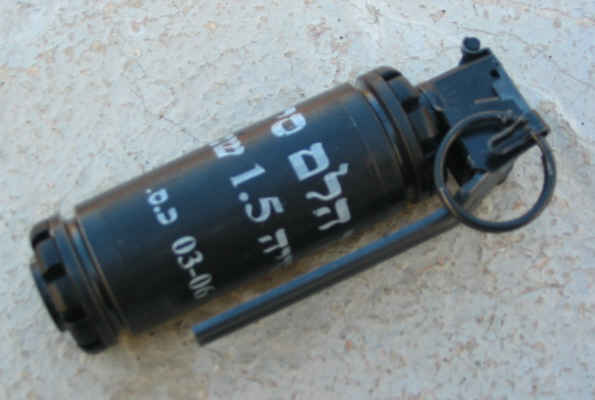
Granada de atordoamento do exército israelense.

Uma granada de atordoamento, também conhecida como granada de luz e som, é um explosivo não letal usado para desorientar temporariamente os sentidos dos inimigos. Ela é projetada para produzir um clarão de luz cegante e um altíssimo barulho, de mais de 170 decibéis (dB), sem causar danos permanentes. Foi usada pela primeira vez pelo SAS do Exército Britânico no final da década de 1970.
O clarão produzido momentaneamente ativa a todas as células fotorreceptoras no olho, impossibilitando o funcionamento da visão por cerca de cinco segundos até a restauração do funcionamento normal, livre de estímulos, do olho. Uma pós-imagem também será visível por um tempo considerável, prejudicando a capacidade da vítima de mirar com precisão. O alto estrondo tem a intenção de causar perda temporária da audição, e também perturba o fluido do ouvido, causando a perda do equilíbrio.
A explosão concussiva de sua detonação ainda pode ferir, e o calor gerado pode incendiar materiais inflamáveis, tais como combustível. Os incêndios que ocorreram durante o cerco à embaixada iraniana em Londres foram causadas por granadas atordoantes.

## Construção
Ao contrário de uma granada de fragmentação, granadas de atordoamento são construídas com uma estrutura feita para permanecer intacta durante a detonação, contendo a maioria de sua força explosiva e evitando lesões causadas por estilhaços, apesar de ter grande recortes circulares para permitir a passagem da luz e do som da explosão. O preenchimento consiste em uma mistura pirotécnica metal-oxidante de magnésio ou alumínio, e de um oxidante como perclorato de amônio.

## Letalidade de granadas atordoantes
Apesar de granadas atordoantes serem geralmente projetados para serem não letais, várias lesões e mortes foram atribuídas ao seu uso. Entre esses, incluem-se:
- Em 1989, a polícia de Minneapolis, Minnesota, invadiu a residência de um casal de idosos, Lloyd Smalley e Lillian Weiss atrás de drogas, após receber informações incorretas de um informante. As granadas de atordoamento usadas pela polícia atearam fogo na casa. A polícia disse que estava certa de que ninguém estava dentro, e por isso, em primeiro momento, não fez nenhuma tentativa de resgate. Smalley e Weiss morreram devido à inalação de fumaça.[6][7][8][9][10]
- Em maio de 2003, uma mulher chamada Alberta Spruill morreu de um ataque cardíaco após uma equipe da polícia detonou uma granada de atordoamento em sua residência no Harlem, Nova Iorque, enquanto olhando para um traficante de drogas que já estava sob custódia da polícia. Sua família ganhou 1,6 milhão de dólares num processo contra a cidade.[11]
- Em fevereiro de 2010, a polícia de Minneapolis, Minnesota, invadiu o apartamento de Rickia Russell à procura de drogas. Enquanto Russell jantava com seu namorado, a polícia jogou uma granada de atordoamento depois de arrombar a porta. A explosão causou em Rickia queimaduras na cabeça e de terceiro grau em ambas as panturrilhas.  Não foram encontradas drogas em seu apartamento e o Conselho da de Cidade de Minneapolis concordou em pagar 1 milhão de dólares em danos.[12]
- Em janeiro de 2011, na Califórnia, um homem chamado Rogelio Serrato morreu por inalação de fumaça depois de uma granada de atordoamento lançada por uma equipe da SWAT por sua casa em chamas.[13] Acreditou-se que o homem se escondia no sótão quando o incêndio começou.[14]
- Em janeiro de 2014, um homem ficou gravemente ferido durante um tumulto da Revolução Ucraniana de 2014, após tentar pegar uma granada de atordoamento viva e não detonada. A granada detonou segundos antes que ele pudesse alcançá-la. A explosão causou danos à sua mão e braço direitos, levando à perda da maioria de seus dedos, bem como grande perda de sangue. Sua condição de saúde é desconhecida.[15] No entanto, um vídeo do ocorrido foi enviado para o LiveLeak.[16]
- Em 28 de maio de 2014, o rosto de um bebê de 19 meses de idade foi gravemente queimado e mutilado quando uma granada de atordoamento foi jogada dentro de seu cercado por uma equipe da SWAT à procura de drogas em uma residência Cornelia, Geórgia. O bebê sobreviveu com deformação facial.[17]
- Em 3 de agosto de 2014, um macedônio torcedor da equipe futebolística FK Vardar foi gravemente ferido durante uma partida de futebol depois de tentar jogar uma granada de atordoamento utilizada pela polícia quando uma briga entre a polícia e os fãs estourou nas arquibancadas do Estádio Tumbe Kafe em Bitola. A granada explodiu em sua mão, causando-lhe a perda de dois dedos e danos estruturais graves a seu braço.[18]